# Петен
Вижте пояснителната страница за други значения на Петен.
Петѐн (на испански: Petén) е един от 22-та департамента на Гватемала. Столицата на департамента се казва Флорес. Департаментът е с обща площ от 35 854 км² и население от 760 400 жители (по изчисления от юни 2016 г.). Петен е най-северният департамент на страната и заема около 1/3 от територията ѝ.

## Общини
Някои общини на департамент Петен:
- Долорес
- Ла Либертад
- Сан Бенито
- Сан Луис
- Сан Франциско
- Сан Хосе
- Санта Ана
- Флорес